# استوارت ویلکین
استوارت ویلکین (انگلیسی: Stuart Wilkin؛ زادهٔ ۱۲ مارس ۱۹۹۸) بازیکن فوتبال است.
وی همچنین در تیم ملی فوتبال مالزی بازی کرده‌است.